# جشنة الصخرة الاوراسية
جشنة الصخرة الاوراسية (الاسم العلمي: Anthus petrosus) (بالإنجليزية: Eurasian Rock Pipit) هو طائر صغير من الجواثم ينتمي لفصيلة التمرة وأم عجلان. تتكاثر عند السواحل الصخرية في أوروبا الغربية.

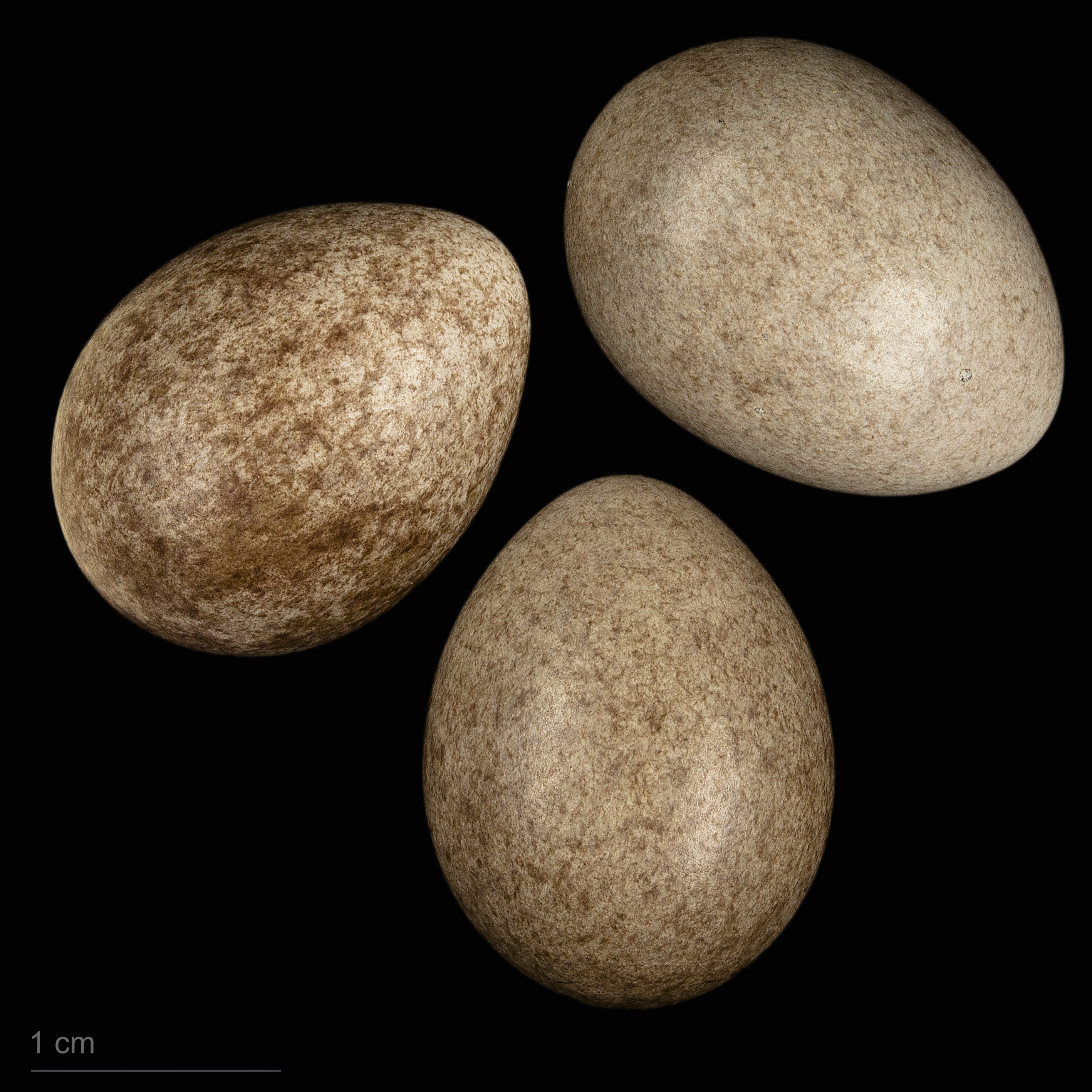
بيض جشنة الصخرة الاوراسية